# Марков, Георгий Минеевич
Георгий Минеевич Марков (15 мая 1929 — 16 декабря 2005) — передовик советского сельского хозяйства, комбайнёр колхоза «Сибиряк» Заводоуковского района Тюменской области, Герой Социалистического Труда (1976).

## Биография
Родился в 1929 году в селе Першино, ныне Заводоуковского района Тюменской области, в русской семье зажиточного крестьянина. С началом репрессий отец успел распродать все свои владения и вместе со старшими сыновьями завербовался на Дальневосточные прииски. Сын Георгий с матерью остались в родном селе.
Образование получил неполное среднее. С 1942 года, в 13-ти летнем возрасте пошёл работать в сельхозартель «Серп и молот». Трудился на различных работах и поручениях. Работал и на лесозаготовке и в колхозе имени Г. М. Маленкова прицепщиком на тракторе. Позже окончил Ишимскую школу механизаторов.
В 1946 году стал работать трактористом. С 1950 по 1953 годы служил в рядах Вооружённых сил СССР. После возвращения вернулся в родной колхоз, где проработал 40 лет. С 1964 года совмещал работу тракториста и комбайнёра. Досконально знал строение сельскохозяйственной техники.
В жатву 1973 года, стояли плохие погодные условия, однако, это не помешало Герою скосить хлеб на площади 510 гектаров и намолотить 860 тонн зерна. Это рекордный показатель в области. Был удостоен Ордена Ленина.
В 1976 году был установлен новый рекорд области по обмолоту за смену (163 тонны).
Указом Президиума Верховного Совета СССР от 26 декабря 1976 года за успехи в деле развития сельского хозяйства и получение высоких показателей по производству продуктов сельского хозяйства Георгию Минеевичу Маркову было присвоено звание Героя Социалистического Труда с вручением ордена Ленина и медали «Серп и Молот».
Избирался депутатом Верховного Совета СССР 10-го созыва (1979—1984). Был депутатом Заводоуковского районного и Першинского сельского Советов депутатов трудящихся.
С 1989 года на пенсии, проживал в родном селе. Воспитал 9 детей и 20 внуков.
Умер 16 декабря 2005 года, похоронен на сельском кладбище.

## Награды
За трудовые заслуги был удостоен:
- золотая звезда «Серп и Молот» (23.12.1976)
- два ордена Ленина (21.02.1949, 23.12.1976)
- Орден Трудового Красного Знамени (13.12.1972)
- Медаль «За доблестный труд в Великой Отечественной войне 1941—1945 гг.»
- другие медали.